# Ordinul Surorilor de Notre Dame din Banat
Călugărițele din Ordinul Surorilor de Notre Dame din Banat fac parte din Ordinul Surorilor de Notre Dame și activează în Timișoara. Conform misiunii ordinului, în decursul timpului ele s-au ocupat de educația fetelor. În Timișoara au dispus de un campus școlar în Iosefin, campus cunoscut de timișoreni drept complexul „Notre Dame”, respectiv campusul Colegiului Național Bănățean. Complexul cuprindea o biserică, școli, un internat, cantina, locuințele surorilor și diferite anexe gospodărești. Confiscat de comuniști în 1948 și restituit ordinului în 2005, actual aproape întregul campus a fost răscumpărat de primăria Timișoara, fiind cel mai mare campus școlar preuniversitar din oraș.

## Istoric
În 1857, la inițiativa lui Sándor Csajághy (hu/en), episcop al Diecezei de Cenad (cu sediul la Timișoara), în oraș au venit șase surori din Ordinul Surorilor de Notre Dame, fondat în 1833 la München.
Inițial acestea au fondat o mănăstire în cartierul Cetate, în actuala piață Huniade, pe locul unde acum funcționează Colegiul Tehnic „Ion I.C. Brătianu”. Aici aveau o școală elementară de fete și una superioară, precum și o școală pedagogică (preparandie) unde erau pregătite călugărițe din Banat și chiar din Bavaria. În decursul anilor, acest stabiliment a devenit neîncăpător, astfel că în 1880 noul episcop de Cenad, Sándor Bonnaz , a alocat surorilor terenul din Iosefin unde exista anterior o mănăstire și școala elementară „Trivium” de pe lângă parohia din cartierul Iosefin, școală care a funcționat între 1773–1880. Tot el a susținut construirea unui nou campus printr-o donație de 100 000 de forinți (c. 30 kg de aur). Inițial, în campus s-au construit clădiri în care au funcționat sediul școlilor surorilor de Notre Dame din Banat, o grădiniță, o școală elementară, un gimnaziu, un liceu, școala pedagogică pentru educatoare și învățătoare (viitoare surori ale ordinului) și un internat pentru elevele care nu proveneau din Timișoara. Tot acolo erau și o capelă și locuințele surorilor. Mai existau, grădini, locuri de joacă și diferite anexe. Strada dinspre vest a campusului a primit numele lui Bonnaz Sándor, ca ctitor al stabilimentului.
Surorile colaborau cu celelalte școli confesionale catolice din Banat. În anul școlar 1880/81 în Banat existau 12 școli ale ordinului, cu 3882 de eleve, îndrumate de 189 de surori. În complexul din Timișoara învățau 280 de eleve iar 34 de candidate se pregăteau pentru o carieră pedagogică. Școala mănăstirii din Iosefin a devenit în curând una dintre cele mai moderne din Ungaria, fiind dată ca exemplu în Europa. Școala era deschisă și elevelor de altă confesiune decât cea catolică. Campusul s-a dezvoltat neîncetat, noi clădiri fiind construite inclusiv în secolul al XX-lea.
Vizavi, alături de biserica romano-catolică (poz. 15 din planul campusului), la actuala adresă Bd. Ion Dragalina nr. 9, într-un imobil cumpărat de episcopia romano-catolică în 1872 a fost organizat un orfelinat administrat tot de surorile ordinului, orfelinat care a funcționat până în 1948. Clădirea orfelinatului și terenul aferent a fost retrocedată în 2008 Episcopiei Romano-Catolice din Timișoara. Actual această clădire este demolată.
În 1893 a început construirea unei biserici proprii a mănăstirii, construcția fiind finalizată în 1894. Biserica a fost sfințită la 8 octombrie 1895 de episcopul Sándor Dessewffy (hu).
Întrucât limba de predare în școala Notre Dame era limba germană, între 1925–1944 a existat o strânsă colaborare între școala Notre Dame și gimnaziul Banatia . Germanii au fost recunoscuți în 1940 ca „grup etnic în România”, cu personalitate juridică și li s-a acordat autonomie școlară. Grupul coordona toate școlile de limbă germană, cu excepția școlilor din mănăstiri, care au continuat să funcționeze ca școli confesionale.
La începutul celui de al Doilea Război Mondial la școala Notre Dame învățau 716 eleve. La liceu învățau 301 fete, majoritatea de confesiune catolică; 97 erau de etnie maghiară, 87 română, 86 germană, 4 bulgară, 7 slovacă, 10 sârbă, 9 ebraică și una italiană.
În 1948, prin Decretul 176/1948 regimul comunist a naționalizat școlile și le-a scos de sub patronajul Bisericilor. Cele aproximativ 400 de surori au trebuit să-și înceteze aclitivitatea didactică la 15 august 1949, odată cu închiderea mănăstirilor catolice. Multe din ele au fost arestate și interogate de Securitate și închise. Unele dintre ele au ajuns în Germania. Altele au ajuns la Mănăstirea Maria Radna, dar în 1952 au trebuit să se mute, unele la Orăștie, altele la o fermă din Popești-Leordeni.
După Revoluția Română din 1989 conducerea de la Vatican a ordinului a încercat să revitalizeze ramura din Banat. În acest scop a adus în Timișoara 72 de călugărițe ale ordinului și le-a cumpărat o altă clădire, deoarece cele ale campusului nu erau încă retrocedate. Inițial a fost renovată biserica Notre Dame, dar învățământul s-a limitat la cel religios din unele comunități.
Cu sprijinul organizației Renovabis (de), în 2002 a fost construită o grădiniță a ordinului. Grădinița, deschisă în 2003, poate primi 85 de copii, atât catolici, cât și ortodocși, și oferă cunoștințe cu privire la sărbătorile religioase din cursul anului. Din cele trei grupe ale grădiniței, două sunt cu predare în limba română și una cu predare în limba maghiară, dar se țin și activități în limba germană și limba engleză.
Clădirile care au aparținut ordinului au fost retrocedate la sfârșitul anului 2005. O parte dintre acestea au fost răscumpărate de primăria Timișoara, altele sunt în curs de răscumpărare. Ordinul Surorilor de Notre Dame este de acord să le vândă deoarece atât ordinul, cât și Episcopia Romano-Catolică din Timișoara dispun și de alte proprietăți în Timișoara în care să-și desfășoare activitatea, cum sunt complexul Liceului Piarist, școala Neveanu etc.

## Campusul Notre Dame / Campusul Colegiului Național Bănățean
Terenul oferit de episcopul Bonnaz călugărițelor era un cvartal din Iosefin, mărginit de actualele Bd. General Ion Dragalina, stradă care în epocă a primit chiar numele episcopului, maghiară Bonnaz utca, Bd. 16 decembrie 1989, în epocă maghiară Hunyadi út, Str. Ion Ghica, în epocă maghiară Arany utca și Bd. Regele Carol I, în epocă maghiară Templom utca.

### Primele clădiri

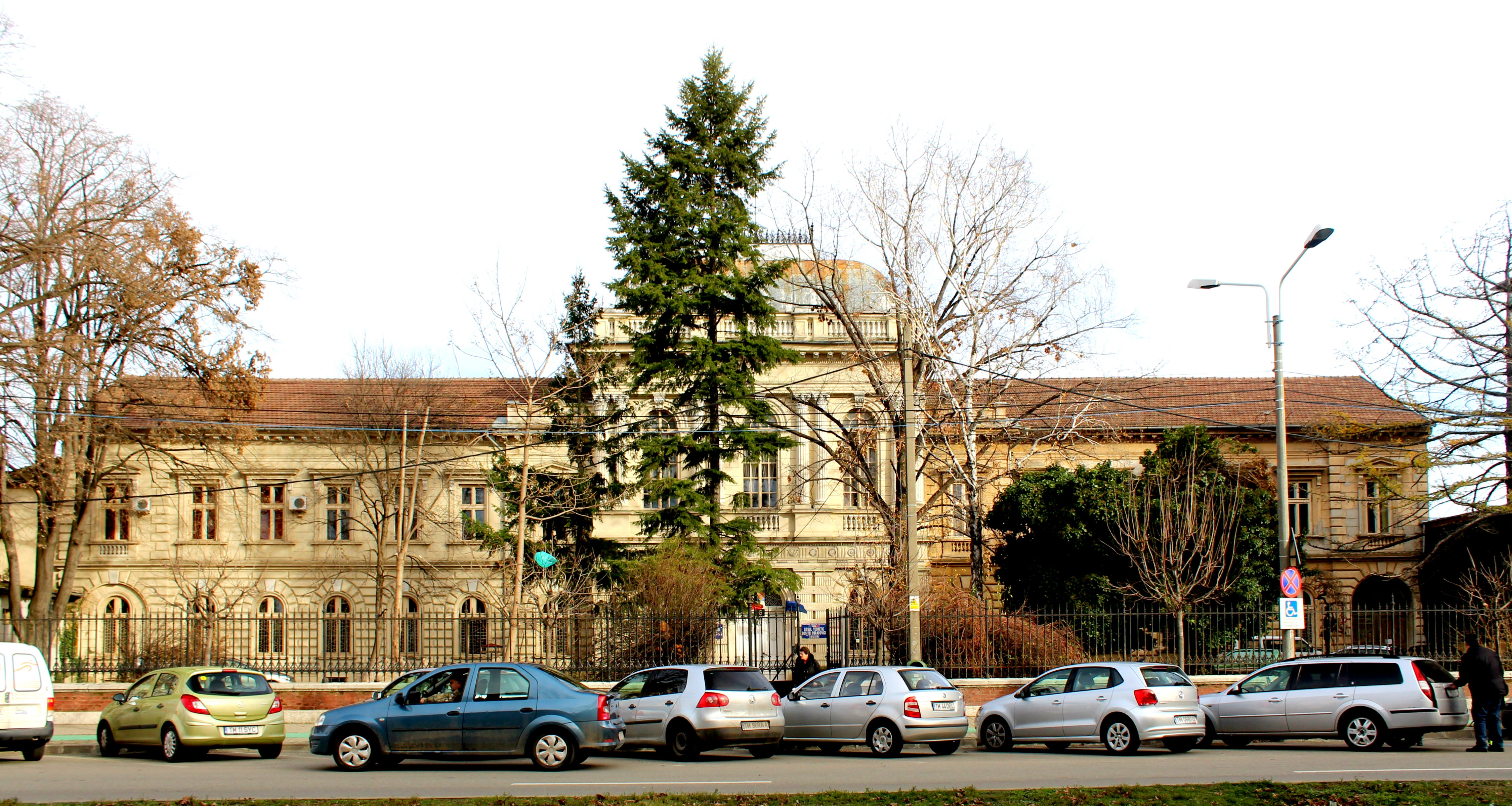
Primul corp din campus, actual Liceul Teoretic „Dositei Obradovici”

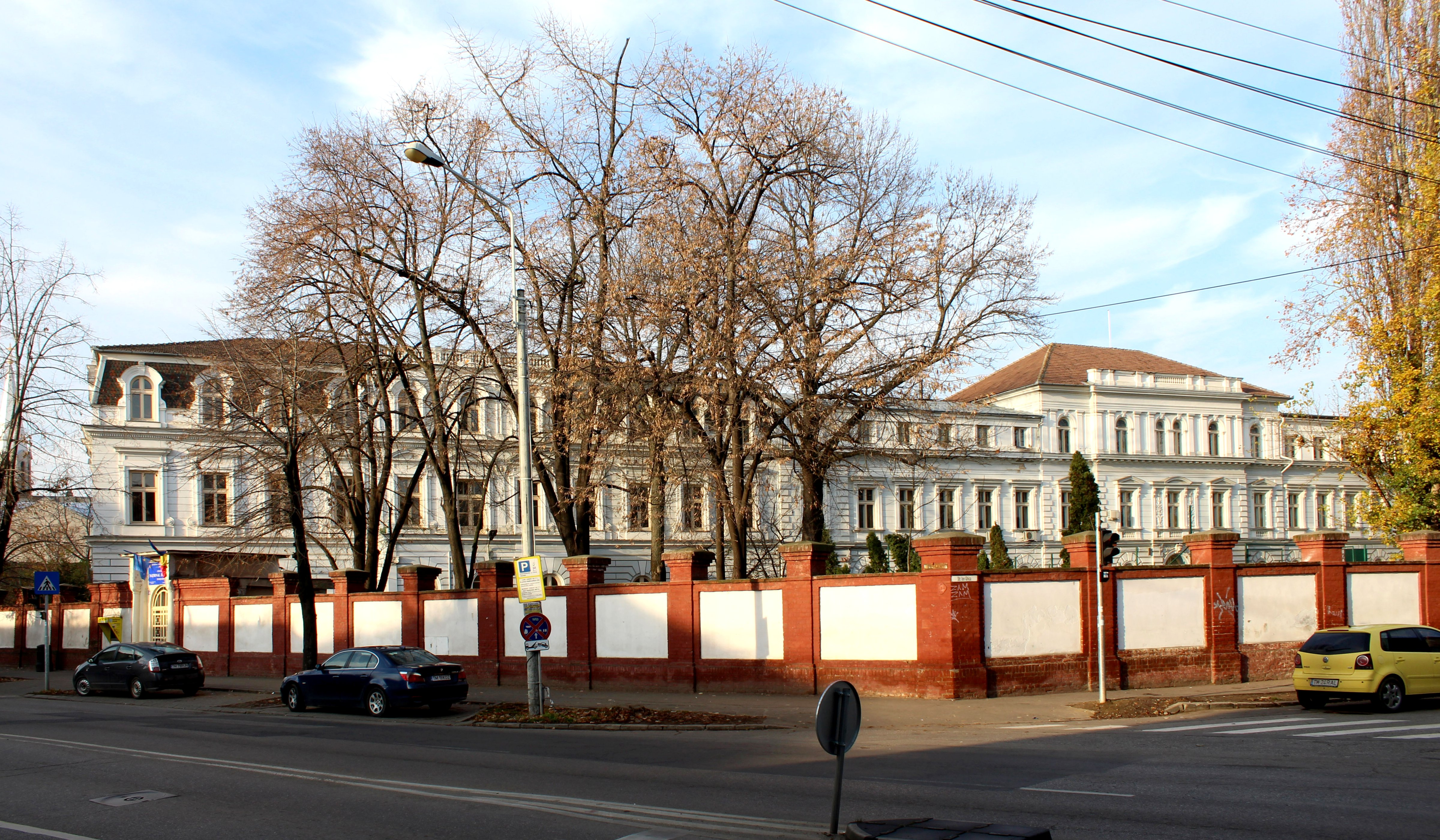
Partea din spate a primului corp, actual Colegiul Național Bănățean

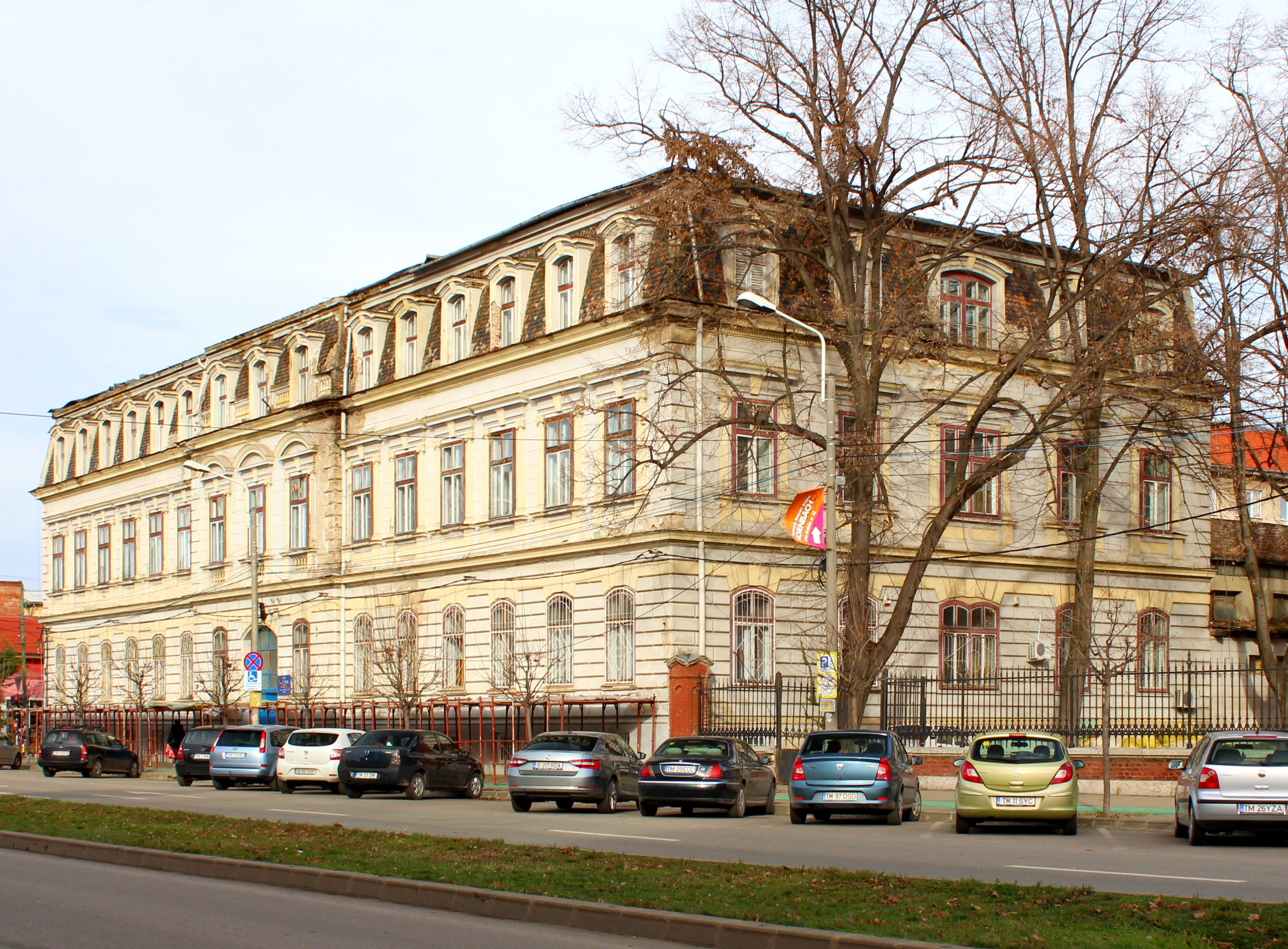
A doua școală din campus, actual Liceul de Arte Plastice

| 1  | – | Corpul A, al Colegiului Național Bănățean                                              |
| 2  | – | Corpul A-2, al Colegiului Național Bănățean                                            |
| 3  | – | Corpul B, al Colegiului Național Bănățean și al Liceului Teoretic „Dositei Obradovici” |
| 4  | – | Corpul C, al Colegiului Național Bănățean și al Liceului Teoretic „Dositei Obradovici” |
| 5  | – | Corpul D, al Liceului Teoretic „Dositei Obradovici”                                    |
| 6  | – | Corpul E, al Colegiului Național Bănățean                                              |
| 7  | – | Cantina Colegiului Tehnic de Vest                                                      |
| 8  | – | Grădinița cu Program Prelungit nr. 14 (demolată)                                       |
| 9  | – | Centrală termică                                                                       |
| 10 | – | Centrul Școlar pentru Educație Incluzivă „Dumitru Ciumăgeanu”                          |
| 11 | – | Biserica Notre Dame                                                                    |
| 12 | – | Liceul de Arte Plastice                                                                |
| 13 | – | Colegiul Tehnic de Vest                                                                |
| 14 | – | Casa Studenților                                                                       |
| 15 | – | Orfelinatul Notre Dame (demolat)                                                       |

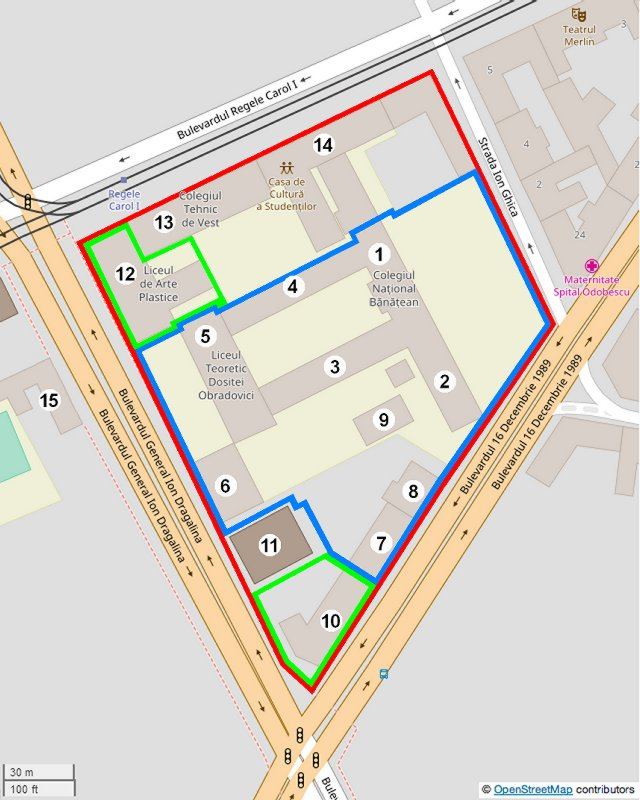
Conturul roșu – limita campusului
Conturul albastru – zona răscumpărată de primărie
Contururile verzi – schimbul de clădiri

Primele clădiri construite pentru Ordin au fost cele din pozițiile 1–5 din planul alăturat, în 1881, în stil renascentist. Clădirea din poziția 5, în fața căreia era o curte de onoare, era sediul școlii și al Ordinului și avea săli de clasă, precum și 12 săli de studiu a muzicii, dotate fiecare cu câte un pian. Corpurile din pozițiile 3 și 4 erau locuințele călugărițelor, iar corpurile din pozițiile 1 și 2 erau școala de fete. La parterul clădirilor existau 20 de săli de clasă. În clădiri exista și o capelă. În aceste clădiri activitățile au început în 1882. Actual, în corpul din poz. 5, aflat pe Bd. General Ion Dragalina, nr. 6, funcționează Liceul Teoretic „Dositei Obradovici”, liceu cu predare în limba sârbă. În corpurile din poz. 1 și 2, aflate pe Bd. 16 decembrie 1989, nr. 26 funcționează Colegiul Național Bănățean, iar corpurile din pozițiile 3 și 4 sunt împărțite între aceste două licee după necesități.
În 1892 a început construcția unui nou corp, poziția 12 din planul alăturat (autorizația de construire din 5 mai 1892), situat pe actualul Bd. General Ion Dragalina, nr. 8, construcție finalizată în 1893. Actual în acest corp își desfășoară cursurile Liceul de Arte Plastice.

### Biserica complexului

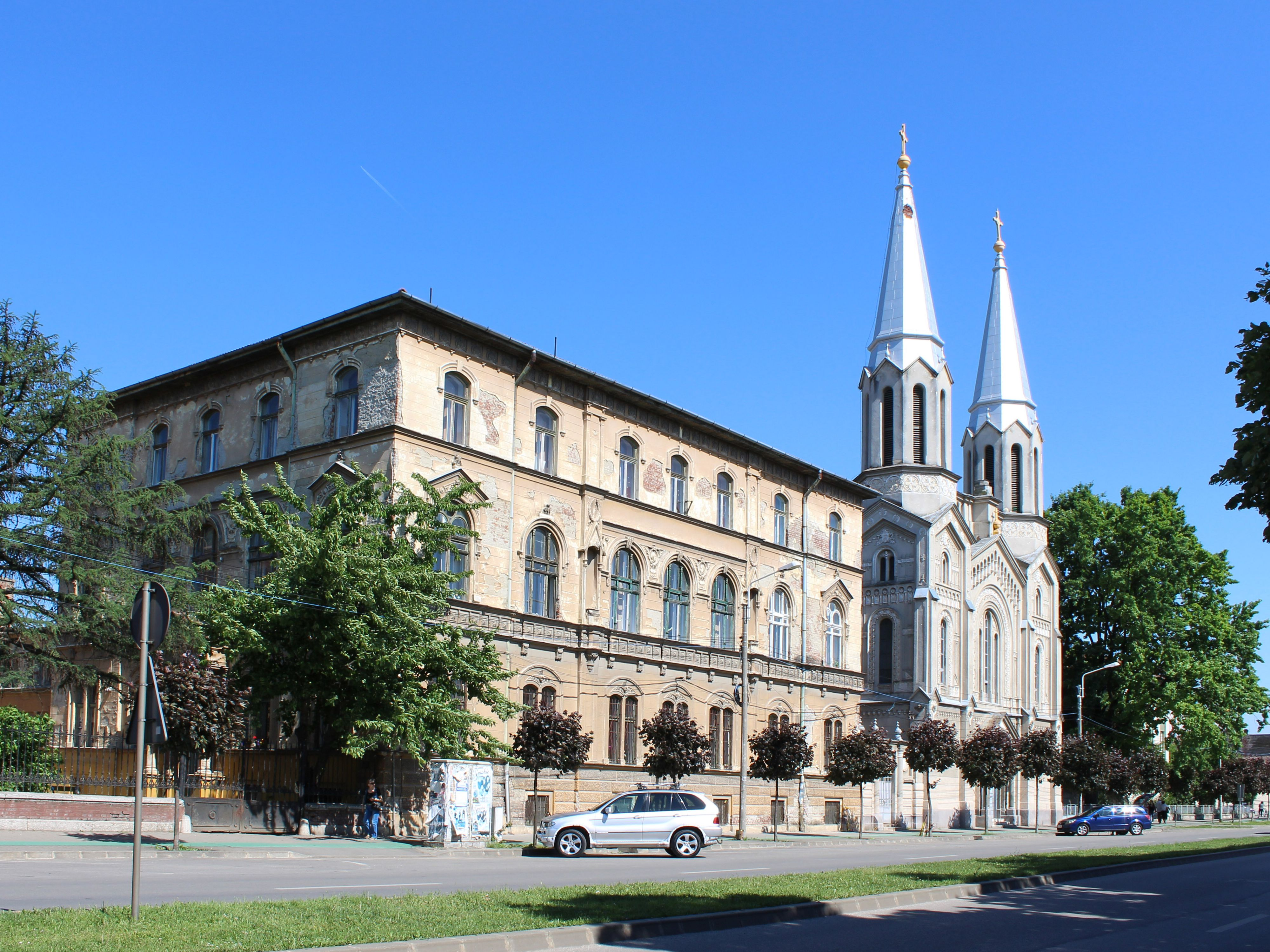
Corpul de lângă biserică și biserica Notre Dame

Complexul avea nevoie d o biserică proprie. Construcția ei, pe Bd. General Ioan Dragalina nr. 4, poziția 11 din planul alăturat, a început în 1893 (autorizația de construire din 12 mai 1893) și a fost finalizată în 1894. Biserica, având hramul „Preasfânta Inimă a lui Isus” este o construcție în stil eclectic istoricist cu elemente neoromanice.

### Alte clădiri
Nu peste mult, în 1895 a fost dat în funcțiune corpul de lîngă biserică (autorizația de construire construire din 26 iulie 1894), tot pe Bd. General Ioan Dragalina nr. 4, poziția 6 din planul alăturat. Clădirea, construită tot în stil neoromanic, dar cu elemente neogotice, era destinată internatului. Actual și acest corp este folosit de Colegiul Național Bănățean.
Toate aceste clădiri, ridicate înainte de 1900 au fost proiectate de arh. Eduard Reiter care a supravegheat și construirea lor, împreună cu fiul său, Alexander. La sfârșitul secolului al XIX-lea complexul cuprindea școala elementară, căminul de zi pentru copii, Școala Superioară de fete, Școala Superioară Pedagogică, școala comunală, o grădiniță, internatul și clădirile mănăstirii.
În secolul al XX-lea au fost construite diferite anexe, iar în 1937 clădirea din Bd. Regele Carol I, nr. 9 (autorizație de construcție din 9 iunie 1936), poziția 14 din planul alăturat. Proiectată de arh. Michael Wolf în stil Bauhaus cu reminscențe Art Deco, ea era încă una din școlile din complex. Astăzi ea adăpostește Casa Studenților. După al Doilea Război Mondial au fost construite clădirile din Bd. Regele Carol I, nr. 11, poziția 13 din plan, în care astăzi funcționează Colegiul Tehnic de Vest, și cea din Bd. General Ion Dragalina nr. 2, poziția 10 din plan, în care astăzi funcționează Centrul Școlar pentru Educație Incluzivă „Dumitru Ciumăgeanu”.

### Retrocedări, schimburi de clădiri și răscumpărări

#### Clădirile Colegiul Național Bănățean și Liceului Teoretic „Dositei Obradovici”
Imobilele — construcții și teren situate în Timișoara, Bd. 16 decembrie 1989 nr. 26, Bd. General Ion Dragalina nr. 4 și Bd. General Ion Dragalina nr. 6, în care își desfășoară activitatea Colegiul Național Bănățean și Liceul Teoretic „Dositei Obradovici” — au fost retrocedate Ordinului Surorilor de Notre Dame prin Deciziile nr. 657/23.12.2005, 656/23.12.2005 și 660/23.12.2005, emise în baza O.U.G. nr. 94/2000 republicată, privind retrocedarea unor bunuri imobile care au aparținut cultelor religioase din România. De asemenea, imobilul în care funcționează cantina și spălătoria Colegiului Tehnic de Vest, situat în Timișoara Bd. 16 decembrie 1989 nr. 30 a fost retrocedat Ordinului Surorilor de Notre Dame prin Decizia nr. 659/23.12.2005. Pentru aceste imobile titularul dreptului de proprietate a avut obligația de a menține destinația de interes public de unități de învățământ pe o perioadă de 5 ani de la data emiteri deciziilor de restituire. În acest sens au fost încheiate contracte de închiriere pe o perioadă de 5 ani între Ordinului Surorilor de Notre Dame prin Episcopia Romano-Catolică în calitate de proprietar și unitățile de învățământ respective în calitate de utilizator, cu o chirie prevăzută de HG. nr.343/11.04.2007. Aceste contractele de închiriere au expirat la 31 decembrie 2010.
După 2010 Episcopia Romano-Catolică a solicitat majorarea chiriei. Printr-un contract din noiembrie 2012 în perioada 2013–2015 chiria lunară a fost inițial de 21 250 de euro, apoi de 15 000 de euro lunar.
Sumele necesare pentru plata chiriei au fost considerate exorbitante de primăria Timișoara și nici nu se puteau face investiții de către primărie deoarece nu era proprietară, astfel că s-au căutat soluții alternative. O primă propunere a fost un schimb de clădiri, primăria oferind pentru clădirile retrocedate din campus biserica Millennium și biserica evanghelică din Piața Ionel I.C. Brătianu nr. 3 (lângă Fântâna Punctelor Cardinale), însă cea evanghelică nu aparținea primăriei, ea nu a fost naționalizată niciodată.
Alternativa a fost cumpărarea de către primărie a campusului. Partea în discuție (conturul albastru din planul complexului) avea o suprafață de teren 13029 m² și una construită de 13165 m². Decizia de cumpărare în principiu a fost luată de Consiliul Local Timișoara la 1 august 2014. Prețul inițial solicitat de episcopie pe baza evaluării sale a fost de 29,5 de milioane de lei (peste 6,5 milioane de euro, la cursul zilei), însă construirea unui campus nou ar fi costat peste 10 milioane de euro. Negocierile au durat mult, primăria a comandat propria sa evaluare ținând cont de starea de uzură a clădirilor și reabilitări. Negocierile au fost finalizate la 21 noiembrie 2016, campusul fiind cumpărat cu 4,6 milioane de euro plătibili eșalonat, trimestrial, în trei ani.

#### Clădirea Liceului de Arte Plastice
În urma retrocedării către fundația Caritatea a clădirii fostului Liceu Israelit, în care funcționa Liceul de Arte Plastice, tot din cauza chririei foarte mari pe care o cerea fundația primăria a decis mutarea lui. Locația finală a fost stabilită în imobilul situat pe Bd. General Ion Dragalina nr. 8, unde funcționa o parte a Colegiului Tehnic de Vest (poziția 12 din planul campusului).
Și această clădire fusese retrocedată Ordinului Surorilor de Notre Dame, iar chiria era similară, ca urmare și în cazul acestei clădiri s-au căutat alternative. Clădirea în care funcționa Centrul Școlar pentru Educație Incluzivă „Dumitru Ciumăgeanu”, fiind construită după al Doilea Război Mondial, nu a fost restituită, fiind în patrimoniul municipiului. În urma unei expertize care a stabilit că valoarea terenului și clădirii centrului „Dumitru Ciumăgeanu” (poziția 10 din planul campusului) era de 1 676 000 de euro, iar valoarea terenului și a clădirii de pe Bd. General Ion Dragalina nr. 8 era de 1 731 400 de euro, în 2013 s-a convenit cu episcopia schimbul acestor clădiri (contururile verzi din planul campusului) și plata de către primărie a unei sulte de 49 320 de euro. Ca urmare, contractul de închiriere nr. 2739/21.11.2012, încheiat în baza Hotărârii Consiliului Local nr. 177/02.11.2012 între Colegiul Tehnic de Vest și Ordinul Surorilor de Notre Dame pentru imobilul situat pe Bd. General Ion Dragalina nr. 8 a încetat la data încheierii contractului de schimb.
În urma acestui schimb chiria pentru centrul „Dumitru Ciumăgeanu” urma să fie negociată între episcopie și Consiliul Județean Timiș, de care aparține centrul. Din același motiv, al chiriei mari, și Consiliul Județean a căutat soluții alternative. Clădirea are o suprafață construită desfășurată de peste 3174 m² și un teren de 1485 m². Episcopia și-a exprimat dorința de a o vinde, iar Consiliul Județean avea drept de preempțiune. Conform unei expertize valoarea evaluată a clădirii era de 731 778 euro plus TVA, dar necesita lucrări de consolidare din punct de vedere al riscului seismic în valoare de 1 077 857 euro, totalul ridicându-se la 1 809 635 de euro. Având în vedere și costurile comparabile, de 2,3 milioane de euro, pentru noua clădire construită pentru liceul Speranța (o unitate de învățământ special similară din Timișoara), între consilierii Consiliului Județean au existat dezbateri privind soluția, respectiv cumpărarea și reabilitarea clădirii față de construirea uneia noi. În final s-a hotărât cumpărarea imobilului de către Consiliul Județean.

#### Clădirea Casei Studenților
De asemenea, tot în 2005 a fost retrocedat imobilul din Bd. Regele Carol I, nr. 9, în care funcționează Casa Studenților (poziția 14 din planul campusului). Până în 2010 chiria a fost modică, dar apoi episcopia a cerut o chirie lunară de 18 600 lei (circa 2 euro/m²). Această chirie a fost plătită un timp de Ministerul Educației, dar ulterior ar fi urmat să fie plătită de universitățile din centrul universitar Timișoara sub formă de sponsorizare a Casei Studenților, însă legislația nu este clară. Ca urmare, Casa Studenților funcționează pe baza unui contract de comodat cu episcopia.
În urma unei hotărâri judecătorești, în 2017 primăria Timișoara a reprimit în patrimoniu șapte clădiri care aparțineau RADEF, în care au funcționat cinematografele Timiș (în Piața Victoriei), Victoria (În Elisabetin), Arta (în Iosefin), Dacia (în Circumvalațiunii), Unirea (în Complexul studențesc), Fratelia (în Fratelia) și Freidorf (în Freidorf). De asemenea, va primi și clădirea cinematografului Studio (lângă Piața Victoriei). Primăria intenționează să mute Casa Studenților într-unul dintre aceste cinematografe, cât mai central, însă, datorită multiplelor activități care se desfășoară în cadrul Casei Studenților, este nevoie de mult spațiu.